# Ofensiva de Qalamoun (Julho–Agosto de 2017)
A ofensiva de Qalamoun (julho-agosto de 2017) foi uma operação militar lançada pelo Hezbollah, as Forças Armadas da Síria e, mais tarde, as Forças Armadas Libanesas, contra membros do Tahrir al-Sham e do Estado Islâmico do Iraque e do Levante na fronteira Líbano-Síria. O Exército Libanês negou qualquer coordenação com o Hezbollah ou o Exército Sírio.

## Ofensiva

### Primeira Fase: ExpulsarTahrir al-Sham (HTS)
O grupo libanês Hezbollah, as Forças Armadas Libanesas (FAL) e o Exército Árabe Sírio (EAA) lançaram uma grande operação em 21 de julho de 2017, para destruir os reduto dos combatentes HTS e EIIL na fronteira Líbano-Síria. Durante a ofensiva, o Exército Libanês assumiu uma posição defensiva em Arsal. No dia seguinte, o Hezbollah teria capturado pontos-chave perto da fronteira, incluindo a colina estratégica de Dhahr al-Huwa, uma antiga base de Tahrir al-Sham. A partir de 23 de julho, o Exército Sírio capturou 36 quilómetros quadrados de terreno no lado sírio da fronteira.
Em 27 de julho, o Hezbollah alcançou um acordo de cessar-fogo de três dias com Tahrir al-Sham e Saraya Ahl al-Sham na parte libanesa das Montanhas Qalamoun. O acordo exigiu que as forças de Tahrir al-Sham se retirassem do Líbano para as forças de Idlib, Saraya Ahl al-Sham para retirar-se para as montanhas do leste de Qalamoun, onde as forças rebeldes mantêm um controle e trocas de prisioneiros de ambos os lados. No mesmo dia, o Hezbollah anunciou que haveria mais operações militares contra o reduto controlado pelo EIIL.

### Segunda fase: Ofensiva contra o Estado Islâmico (EIIL)
Em 4 de agosto, o líder do Hezbollah, Hasan Nasrallah, anunciou que o EAA e o Hezbollah participariam na recaptura do reduto do EIIL na fronteira da fronteira sírio-libanesa pela primeira vez desde 2013. O Exército Libanês anunciou que não irá coordenar com o Exército Sírio durante a ofensiva. Dois dias depois, as Forças Armadas Libanesas lançaram um ataque às posições do EIIL perto do Shabeb Canyon. Depois de uma série de confrontos intensos, o Exército Libanês capturou os locais e avançou para as colinas Abu Ali e Acra na região de Ras Balbeque. As colinas também foram eventualmente conquistadas. Mais avanço do Exército Libanês foi reportado na zona rural de Jarude Arsal e Ras Balbeque envolvendo forças mecanizadas.
Na manhã de 19 de agosto, o Exército Libanês renovou sua ofensiva contra o EIIL, na porção libanesa das Montanhas Qalamoun, enquanto o Exército Sírio e o Hezbollah lançaram uma ofensiva no lado sírio da fronteira. Mais tarde, nesse mesmo dia, a Guarda Republicana do EAA e o Hezbollah capturaram os vales de Abu Khadeir e Mass'oud, Sha'abat Srour, Qabr Al-'Arsali, Khirbat Al-'Aylat, Abu Khadeij Point e Shalouf Point, ao lado da fronteira com o Líbano. Em 24 de agosto, o cruzamento fronteiriço de Ras al-Shahut foi capturado ao EIIL.
Em 25 de agosto, cerca de 100 combatentes do EIIL se renderam ao Hezbollah no lado sírio das montanhas ocidentais de Qalamoun. No mesmo dia, o EIIL detinha apenas 40 quilómetros quadrados de território na fronteira. Em 27 de agosto, o Exército Libanês anunciou um cessar-fogo para negociar sobre os 9 soldados libaneses que foram capturados pelo EIIL durante a Batalha de Arsal em agosto de 2014.
A 27 de agosto, os restantes redutos do EIIL em Qalamoun Ocidental concordaram com o cessar-fogo negociado com o Exército Libanês no Líbano e Hezbollah e o Exército Sírio no lado sírio da fronteira. No dia seguinte, os combatentes do EIIL queimaram as suas sedes na área e se prepararam para serem transferidos para Abu Kamal. Em 29 de agosto, cerca de 600 combatentes do EIIL e suas famílias chegaram a um ponto de troca acordado no território do EIIL na província de Deir ez-Zor, depois de terem sido transferidos da região fronteiriça Líbano-Síria no dia anterior. Esta foi a primeira vez que um grupo tão grande de combatentes do EIIL concordou com um acordo de rendição em vez de lutar até à morte.

## Consequências
À medida que o transportes dos combatentes do EIIL evacuados e suas famílias encaminhava-se para o ponto de troca em Abu Kamal, foi bombardeado pela CJTF-OIR. A coligação afirmou que "não foi parte de nenhum acordo entre o Hezbollah, o regime sírio e o EIIL" e que não permitiria o "transporte adicional de combatentes do EIIL para a região fronteiriça de nossos parceiros iraquianos". A CJTF-OIR também afirmou que seu ataque tinha visado apenas a estrada e "veículos individuais e combatentes claramente identificados como EIIL", e não os civis que acompanham o transporte.